# إريك أو. أندرسون
إريك أو. أندرسون هو سياسي أمريكي، ولد في 26 سبتمبر 1905 في نيوزيلندا، وتوفي في 13 فبراير 1980 في هوكويام في الولايات المتحدة.